# Гослесопитомника (Семилукский район)
Гослесопито́мника — посёлок в Семилукском районе Воронежской области. 
Входит в состав Нижневедугского сельского поселения.

## Население
| 2010 |
| ---- |
| 222  |

## Улицы
В посёлке имеется одна улица — Садовая.

## Инфраструктура
В посёлке находится ЗАО «Сад», занимающееся выращиванием фруктов, в основном яблок.